# أندرو غريني
أندرو غريني (بالإنجليزية: Andrew Greene)‏ هو لاعب كرة القدم الكندية أمريكي، ولد في 24 سبتمبر 1969 في كينغستون في جامايكا.

## وصلات خارجية
- أندرو غريني على موقع مرجع كرة القدم المحترفة.كوم (الإنجليزية)